# Tiostrea chilensis
Tiostrea chilensis je mořský mlž z čeledi ústřicovití. Tento druh je endemitem v Chile a na Novém Zélandu. V Chile je nazýván Ostra chilena a Novém Zélandu jako Bluff oyster podle města Bluff kolem kterého se vyskytuje. V novozélandské kuchyni jsou používány jako mořské plody.